# سيغفريد أوبيرندورفر
سيغفريد أوبيرندورفر (24 يونيو 1876 في ميونيخ - 1944 في اسطنبول)، كان طبيبًا ألمانيا، وأخصائيًا في علم الأمراض.
درس أوبرندورفر الطب في ميونيخ وكييل وحصل على الدكتوراه في عام 1900 في ميونيخ وأكمل تعليمه وتأهيلاته في علم التشريح المرضي عام 1906، أيضًا في ميونيخ. منذ عام 1910 كان رئيسًا لقسم علم الأمراض في مستشفى ميونيخ شوابينج.
في عام 1907 كون المصطلح الطبي ورم سرطاوي 'كارسينويد' (بالألمانية: Karzinoide) وهو مصطلح الذي لا يزال قيد الاستخدام حتى يومنا هذا.

## المنشورات
- Karzinoide Tumoren des Dünndarmes. Frankfurter Zeitschrift für Pathologie، 1907، 1: 426-429.
- باثولوجي-تشريح Situsbilder der Bauchhöhle. في: Lehman's Medizinische Atlanten ، ميونيخ، 1922.
- Die Geschwülste des Darmes. في: Handbuch der pathologischen Anatomie، Band 4,3، Berlin، 1929.
- Prostata ، Hoden ، Geschwülste. في: Handbuch der pathologischen Anatomie، Band 6، Berlin، 1931.

## روابط خارجية
- Siegfried Oberndorfer @ Who Named It
- Siegfried Oberndorfer في قسم علم الأمراض في LMU في ميونيخ